# أليسيا ويت
أليسيا رواني ويت (بالإنجليزية: Alicia Roanne Witt) وهي ممثلة أفلام ومسرح وتلفزيون ومغنية وعارضة أزياء أمريكية ولدت في يوم 21 أغسطس 1975 في مدينة ورسستر، ماساتشوستس في الولايات المتحدة.
بدأت شهرتها كطفلة ممثلة عندما اكتشفها المخرج ديفيد لينش وأعطاها دور (عاليا أتيرييد) في فيلم كثيب سنة 1984 ثم دور ثانوي في السلسلة التلفزونية (توين بيكس) (بالإنجليزية: twin peaks) سنة 1990. بعدها دور مراهقة مضطربة في فيلم (Fun), يليه دور تلميذة موسيقى في فيلم (Mr. Holland's, Opus) أو سمفونية السيد هولاند 1995.

## سيرتها
ولدت في ورسستر، ماساتشوستس لروبرت ويت وديان بيترو كان أبوها أستاد علوم وفوتوغرافيا وأمها مُدَرسة في مدرسة ابتدائية، لديها أخ شقيق إسمه يان.
منذ 1988 حتى 1996 كانت أمها تمتلك أطول شعر في العالم حسب موسوعة جينيس.
كانت أليشيا طفلة عبقرية بدأت بقراءة الكتب عن سن العامين بمساعدة أمها.

## روابط خارجية
- أليسيا ويت على موقع IMDb (الإنجليزية)
- أليسيا ويت على موقع روتن توميتوز (الإنجليزية)
- أليسيا ويت على موقع ألو سيني (الفرنسية)
- أليسيا ويت على موقع ميوزك برينز (الإنجليزية)
- أليسيا ويت على موقع أول موفي (الإنجليزية)
- أليسيا ويت على موقع قاعدة بيانات برودواي على الإنترنت (الإنجليزية)
- أليسيا ويت على موقع قاعدة بيانات الأفلام السويدية (السويدية)
- أليسيا ويت على موقع إن إن دي بي (الإنجليزية)
- أليسيا ويت على موقع قاعدة بيانات الفيلم (الإنجليزية)
- أليسيا ويت على موقع كينوبويسك (الروسية)